# 다크맨
《다크맨》(영어: Darkman)은 미국에서 제작된 샘 레이미 감독의 1990년 슈퍼히어로 공포 영화이다. 리엄 니슨, 프랜시스 맥도먼드 등이 출연하였고, 로버트 태퍼트 등이 제작에 참여하였다.
레이미가 1930년대와 40년대 유니버설 공포 영화에 대한 오마주로 쓴 단편 소설에 기초했다.

## 출연진
- 리엄 니슨
- 프랜시스 맥도먼드
- 콜린 프릴스
- 래리 드레이크
- 테드 레이미
- 니컬러스 워스
- 제시 로런스 퍼거슨
- 아이번 레이미
- 존 랜디스
- 제니 애거터
- 코언 형제
- 줄리어스 해리스

## 기타 제작진
- 라인 제작: 대릴 캐스
- 미술: 랜디 서
- 의상: 그라니아 프레스턴
- 특수 분장: 토니 가드너, 래리 햄린

## 사운드트랙
1. "Main Titles" – 1:37
2. "Woe, the Darkman ... Woe!" – 6:09
3. "Rebuilding/Failure" – 3:16
4. "Love Theme" – 0:56
5. "Julie Transforms" – 1:11
6. "Rage/Peppy Science" – 1:37
7. "Creating Pauley" – 3:19
8. "Double Durante" – 1:50
9. "The Plot Unfolds (Dancing Freak)" – 7:01
10. "Carnival from Hell" – 3:16
11. "Julie Discovers Darkman" – 1:59
12. "High Steel" – 4:19
13. "Finale/End Credits" – 3:39

## 우리말 녹음
SBS 성우진 (1995년 12월 1일)
- 양지운 - 페이턴 웨스트레이크 (리엄 니슨)
- 박상일 - 로버트 G. 듀랜트 (래리 드레이크)
- 장정진 - 루이스 스트랙 주니어 (콜린 프릴스)
- 온영삼
- 문영래
- 정동열
- 장승길
- 문선희